# Vallecalle
Vallecalle település Franciaországban, Haute-Corse megyében. Lakosainak száma 163 fő (2022. január 1.). Vallecalle Murato, Rutali, Olmeta-di-Tuda és Rapale községekkel határos.

## Népesség
A település népessége az elmúlt években az alábbi módon változott:
| Lakosok száma | 149  | 100  | 95   | 103  | 123  | 133  | 137  | 138  | 146  | 163  |
|               | 1968 | 1982 | 1990 | 2006 | 2013 | 2015 | 2017 | 2019 | 2020 | 2022 |